# 이충 (수호전)

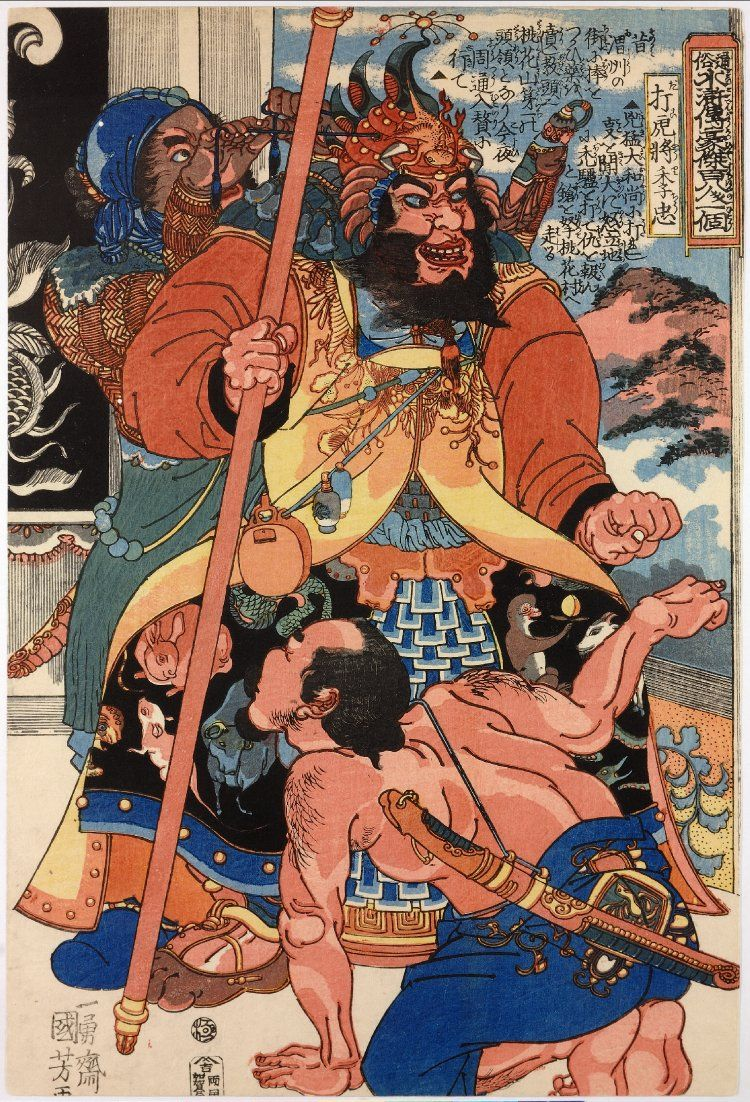

이충(李忠)은 중국의 사대기서(四大奇書) 중 하나인 《수호전》(水滸傳)에 등장하는 인물로, 108성 중 86위이자 지살성(地煞星)의 지벽성(地僻星)에 해당한다. 호랑이도 때려 죽일 정도의 봉술(杖術) 솜씨를 지녔다 하여  타호장(打虎將)이라는 별호로 불린다. 약장수로 전국을 방랑하며 사진(史進)에게 봉술을 가르친 적도 있으며, 이러한 생활을 한 덕분에 금전과 관련해 인색한 성격을 갖게 되었다.

## 생애
위주(渭州)에서 고약(膏藥)을 팔고 있었으며, 방랑 중 위주로 온 사진(史進)과 재회함과 동시에 위주에서 제할(提轄)을 맡고 있던 노달(魯達)과 인연을 맺었다. 이후 도화산(桃花山)의 산적 두목인 주통(周通)을 쓰러뜨려 산적 두령이 되었으며, 노지심(魯智深)을 자신들의 세력으로 끌어들이려 했지만 지나치게 인색한 성격 탓에 실패했다.
그 뒤 호연작(呼延灼)에게 대항하기 위해 이룡산(二龍山), 백호산(白虎山)의 산적들과 동맹을 맺었지만 공격을 막는 데 실패했으며, 결국 양산박(梁山泊)에 도움을 요청해 전투 이후 양산박으로 들어갔다.
108성 집결 이후에는 보병군(步兵軍) 장교(將校) 중 한 명으로 임명되었으며, 그 뒤 방랍(方臘)의 난을 진압하는 과정에서 사진 등 5명의 두령과 함께 정찰에 나섰으나 적에게 발각되어 방만춘(龐萬春)에 의해 사망했다.